# Nemzeti Érzelmű Motorosok Egyesülete
A Nemzeti Érzelmű Motorosok Egyesülete 2007-ben alakult meg. Elnöke Jeszenszky Sándor.

## Az egyesület célja
Az egyesület célja a magyar nemzeti érzelmű motorkerékpárosok részére közös programok, kulturális események, motoros felvonulások, motoros túrák szervezése, a nemzeti eszmék és értékek megőrzése, nemzeti emlékhelyek meglátogatása, nemzeti hagyományaink ápolása.
Az egyesület népszerűsíti a motorkerékpáros közlekedést és motorkerékpáros szabadidő tevékenységeket, elősegíti a motorkerékpározás biztonságának növelését, érdekvédelmi feladatokat lát el.
Az egyesület a hatályos jogszabályok keretein belül szervezetten fellép a hátrányos megkülönböztetések ellen, támogatást és segítséget nyújt a jogsérelmet szenvedetteknek és a rászorulóknak.

## Külső hivatkozás
- www.nemzetimotorosok.hu